# Taipei Cinese ai Giochi della XXXIII Olimpiade
Taipei Cinese ha partecipato ai Giochi della XXXIII Olimpiade, svoltisi a Parigi dal 26 luglio all'11 agosto 2024, con una delegazione di 60 atleti, 26 uomini e 34 donne, in 16 sport e 17 discipline.
I portabandiera alla cerimonia di apertura sono stati Sun Chen e Tai Tzu-ying.

## Delegazione
| Sport             | Uomini | Donne | Totale |
| ----------------- | ------ | ----- | ------ |
| Atletica leggera  | 3      | 1     | 4      |
| Badminton         | 4      | 2     | 6      |
| Break dance       | 1      | 0     | 1      |
| Canoa/kayak       | 2      | 1     | 3      |
| Ginnastica        | 1      | 1     | 2      |
| Golf              | 2      | 2     | 4      |
| Judo              | 1      | 2     | 3      |
| Nuoto             | 1      | 1     | 2      |
| Pugilato          | 2      | 4     | 6      |
| Scherma           | 1      | 0     | 1      |
| Sollevamento pesi | 0      | 3     | 3      |
| Taekwondo         | 0      | 1     | 1      |
| Tennis            | 0      | 4     | 4      |
| Tennistavolo      | 3      | 3     | 6      |
| Tiro con l'arco   | 3      | 3     | 6      |
| Tiro              | 2      | 6     | 8      |
| Totale            | 26     | 34    | 60     |